# Decazesia
Decazesia là một chi thực vật có hoa trong họ Cúc (Asteraceae).

## Loài
Chi Decazesia gồm các loài: